# Sari Poijärvi
Sari Poijärvi (Helsinki, 1955) est une photographe finlandaise.

## Livres
- avec Westö, Kjell:  Kasari: Quand j'ai filé mon vélo comme ça . Helsinki: Ottawa, 2011.  (ISBN 978-951-1-25564-2) .
- Enqvist, Kari et al.:  Believe in Tro, publié à compte d'auteur, 2005.
- Linnavuori, Matti:  Femmes professionnelles au travail, publié à compte d'auteur 2002.
- Stadin Jeunesse . Janvier 2000.
- Riikonen, Tellervo:  Qui a peur d'un garçon noir . Janvier 1991.
- Stiller, Ruben:  Boxe, Petoman, publié à compte d'auteur 1989.
- Bertell, Taina:  Le paradis des femmes . Gaudeamus, 1985.